# تامسنا (مدينة)
تامسنا هي مدينة مغربية جديدة بدأ تأسيسها سنة 2004، تقع المدينة بين مدينة تمارة وسيدي يحيى زعير، وتبعد مسافة 12 كيلومتر عن مدينة الصخيرات.
مدينة تامسنا أصبحت قبلة لساكنة الرباط بعد التطور الذي عرفته المدينة في الأونة الأخيرة على كل المستوايات الإجتماعي الإقتصادي الصحي و الأمني. وبكل هذا تعد مدينة تامسنا الأن هي القبلة الأولى لكل العائلات الرباطية خصوصا العائلاة جديدة العهد وذلك لتمتع المدينة بكل مايحتاجه الفرد و كذا العائلة. انظر أيضًا
- تامسنا (منطقة): منطقة تاريخية في المغرب.